# AC/DC
Vous lisez un « bon article » labellisé en 2010.
Pour les articles homonymes, voir AC/DC (homonymie).
Cet article possède un paronyme, voir AC/DÇU.
AC/DC [ˌæɪsiːˈdiːsiː] est un groupe australo-britannique de hard rock, originaire de Sydney, fondé par les frères Angus et Malcolm Young. Son premier concert a eu lieu le 31 décembre 1973. Bien que classé comme un groupe de hard rock et parfois associé au heavy metal,, les membres du groupe ont toujours préféré décrire leur style musical comme du rock 'n' roll. Ils revendiquent également une influence notable du blues.
Avant la sortie de son deuxième album, T.N.T. en 1975, la formation du groupe a subi plusieurs changements. La composition s’est stabilisée jusqu'en 1977, lorsque Mark Evans a été remplacé par Cliff Williams. En 1979, AC/DC connait un immense succès avec le tube Highway to Hell. Après la mort tragique de son chanteur et parolier Bon Scott le 19 février 1980, causée par une asphyxie liée à l'alcool, le groupe envisage de se séparer. Cependant, Brian Johnson, l’ancien chanteur de Geordie, est recruté pour le remplacer. La même année, le groupe sort Back in Black, son plus grand succès.
L'album suivant For Those About to Rock We Salute You, sorti en 1981, est son premier numéro 1 aux États-Unis. Cependant, la popularité du groupe diminue légèrement après 1983, année du renvoi de son batteur Phil Rudd, remplacé par Simon Wright, puis Chris Slade. Le groupe retrouve une certaine popularité dans les années 1990, avec la sortie de l'album The Razors Edge. Son succès se renforce de nouveau en 2008 avec Black Ice, qui atteint la première place des classements mondiaux. Depuis 2014, Stevie Young remplace à la guitare rythmique son oncle Malcolm Young, atteint d'une maladie neurodégénérative, dont il meurt trois ans plus tard.
En 2008, le groupe a vendu plus de 200 millions d'albums à travers le monde. Son album Back in Black reste, avec 50 millions d'exemplaires écoulés, l'un des albums les plus vendus au monde, derrière seulement Thriller de Michael Jackson.
Le groupe est régulièrement classé parmi les plus grands noms du rock, occupant la 4e position des 100 meilleurs groupes de hard rock selon VH1, la 7e place parmi les meilleurs groupes de heavy metal selon MTV, et la 72e position dans la liste des 100 meilleurs groupes de tous les temps du magazine Rolling Stone.

## Biographie

### Contexte et débuts

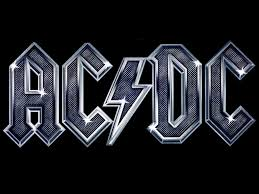
Logo du groupe attribué à Bob Defrin (mais dessiné par Gerard Huerta selon certaines sources), apparaissant pour la première fois sur la version internationale de Let There Be Rock en 1977.

Nés à Glasgow, Écosse, au Royaume-Uni, les frères George (né en 1946), Malcolm (né en 1953) et Angus Young (né en 1955) émigrent avec leur famille en Australie en 1963, et s'installent dans la banlieue de Sydney. C'est George qui commence le premier à jouer de la guitare, suivi par Malcolm, puis Angus. Dans les années 1960, George connaît le succès avec les Easybeats, devenu le groupe australien le plus connu des années 1960. Ce succès déteint sur Malcolm qui rejoint en 1971 un groupe de Newcastle (Australie) nommé The Velvet Underground (à ne pas confondre avec le groupe américain du même nom). En novembre 1973, Malcolm crée son propre groupe, dont il se fait le guitariste rythmique. Il recrute Dave Evans au chant, Larry Van Kriedt à la guitare basse et Colin Burgess à la batterie puis est rejoint par Angus, qui devient le guitariste soliste.
Après avoir vu le sigle « AC/DC » sur une machine à coudre, la sœur de Malcolm et Angus a l'idée d'adopter ce sigle comme nom de groupe
. AC/DC est le sigle pour alternating current/direct current, soit, en français, « courant alternatif/courant continu ». Les frères Young ont estimé que ce nom symboliserait l'énergie brute du groupe. AC/DC se prononce une lettre à la fois. Le groupe est souvent appelé familièrement « Acca Dacca » en Australie,.

### Ère Dave Evans (1973-1974)
Le groupe joue en public pour la première fois dans un club de Sydney du nom de Chequers le 31 décembre 1973. Il signe plus tard avec le label Albert Productions, le distributeur d'EMI pour l'Australie et la Nouvelle-Zélande. À cette époque, la formation est instable en ce qui concerne la batterie et la basse. Trois bassistes et cinq batteurs se succèdent pendant l'ère Dave Evans, qui dure moins d'un an. C'est pendant cette période qu'Angus Young adopte son caractéristique uniforme d'écolier comme costume de scène. L'idée vient de sa sœur Margaret. Angus a aussi essayé d'autres costumes comme les déguisements de Spider-Man, de Zorro, de gorille et un déguisement de « Super-Ang », parodie de Superman. Au début, la plupart des membres du groupe ont leur propre costume, mais cette idée est abandonnée lorsqu'ils découvrent qu'un autre groupe local a déjà adopté cette idée : seul Angus garde son costume.
Le groupe fait paraître son premier single Can I Sit Next to You Girl, enregistré en avril 1974. Les frères Young jugent Dave Evans comme un chanteur inadapté au groupe, l'estimant mieux calé en matière de glam rock du style de Gary Glitter. Sur scène, Dave est parfois remplacé par le premier manager du groupe, Dennis Laughlin, l'ancien chanteur du groupe Sherbet. Dave ne s'entend pas avec Laughlin, ce qui contribue aux ressentiments du groupe envers Dave.

### Ère Bon Scott (1974-1980)

#### Début du succès
En septembre 1974, Ronald Belford « Bon » Scott, un chanteur expérimenté et ami de George Young, remplace Dave Evans. Comme les frères Young, Bon Scott est né en Écosse, et émigre en Australie pendant son enfance. En novembre la même année, le groupe enregistre son premier album High Voltage avec Malcolm Young (guitare rythmique), Angus Young (guitare solo), Bon Scott (chant), George Young (basse), Tony Currenti (batterie). Cet album est produit par George Young et Harry Vanda, ancien membre des Easybeats. L'enregistrement de l'album prend seulement dix jours, et il est basé sur des morceaux instrumentaux des frères Young auxquels Bon Scott a rajouté des paroles. L'album sort en février 1975 uniquement en Australie. La sortie de ce disque amène le groupe à faire une tournée dans tout le pays. À la suite de l'enregistrement de cet album, plusieurs changements interviennent en ce qui concerne la basse et la batterie, jusqu'à ce que le groupe recrute Phil Rudd à la batterie et Mark Evans à la basse. Michael Browning devient le manager du groupe en décembre 1974. En 1975, le groupe compose le single It's a Long Way to the Top (If You Wanna Rock 'n' Roll), qui devient son « hymne » du moment. La chanson est incluse dans son deuxième album, T.N.T., paru en décembre 1975 uniquement en Océanie. L'album comprend deux autres chansons classiques : High Voltage et T.N.T..
Entre 1974 et 1977, aidé par de régulières apparitions dans l'émission Countdown présentée par Molly Meldrum (en) sur la chaîne ABC, AC/DC devient un des groupes les plus populaires en Australie. Après sa performance du 3 avril 1977, il faut attendre plus de vingt ans pour le voir faire une nouvelle apparition télévisée en direct en Australie. Malgré cette popularité, le groupe ne peut pas faire son concert prévu à Wellington en Nouvelle-Zélande, le gouvernement de ce pays qualifiant la musique d'AC/DC de « pollution sonore ». Le groupe lui répondra en 1980 sur l'album Back in Black, avec le morceau Rock and Roll Ain't Noise Pollution (ce qui se traduit par « Le rock 'n' roll n'est pas une pollution sonore »),.

#### Succès international

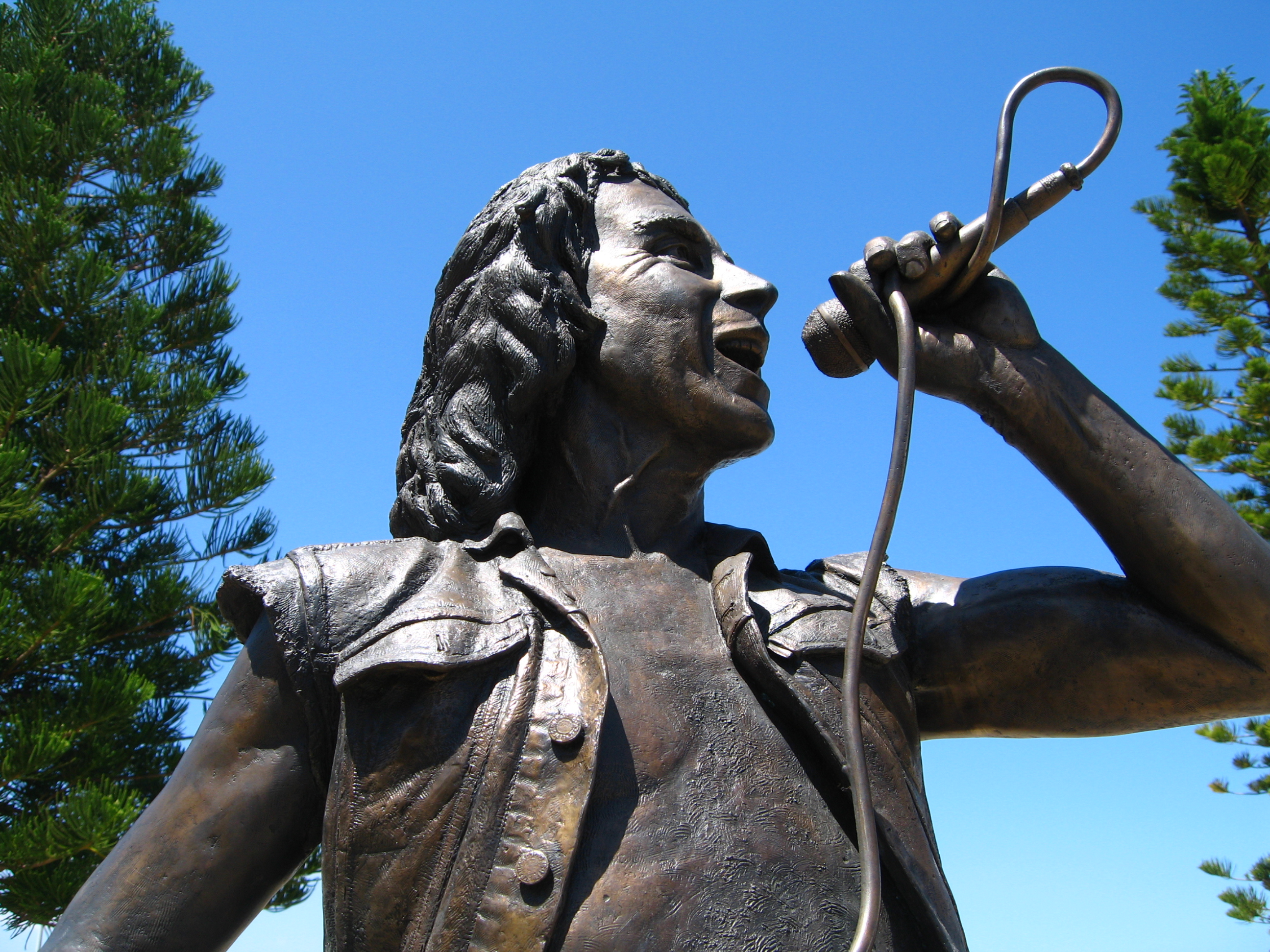
Statue en bronze de Bon Scott, à Fremantle.

En 1976, le groupe signe un contrat avec le label Atlantic Records, et participe à une longue tournée européenne. Les membres y acquièrent l'expérience des concerts en faisant la première partie de groupes comme Rainbow (Ritchie Blackmore de Deep Purple), Black Sabbath, Aerosmith, Kiss, Styx et Blue Öyster Cult, et en co-tête d'affiche avec Cheap Trick. En mai sort son premier album en Europe et aux États-Unis, High Voltage, sous le label Atlantic. Cet album est en fait une compilation des deux premiers albums australiens du groupe, composée de deux chansons issues de High Voltage, et de sept chansons issues de T.N.T.. La même année sort l'album Dirty Deeds Done Dirt Cheap. L'album existe en deux versions : une pour l'Océanie et une pour l'Europe. Entre les deux versions, la pochette et la liste des titres sont différentes. Cet album ne sort aux États-Unis qu'en 1981, époque à laquelle le groupe est à l'apogée de sa popularité. Let There Be Rock sort en mars 1977 en Australie, et en juin en Europe. Bien que sorti en pleine ascension du punk en Angleterre, l'album est très bien accueilli en Europe et devient un grand classique de l'histoire du rock. À la suite de la tournée européenne qui suit l'album, Mark Evans quitte le groupe et est remplacé par Cliff Williams.
AC/DC poursuit sa tournée américaine, principalement en ouverture de groupes comme REO Speedwagon, Kiss, Rush, Black Sabbath et Van Halen, ou dans de petites salles. Le groupe s'attire de nombreux problèmes du fait qu'il vole régulièrement la vedette aux groupes de deuxième partie, ces derniers ne devant que « ramasser les miettes », ce qui forge une solide réputation au jeune groupe jusqu'à ce qu'il passe en deuxième partie. Pendant la tournée européenne qui suit, AC/DC fait figure de tête d'affiche. Toutefois, le groupe ne peut achever la tournée européenne de Let There Be Rock. À la suite d'une dispute entre Malcolm et Geezer Butler (le bassiste de Black Sabbath), AC/DC doit se retirer de la tournée, malgré l'amitié que porte Ozzy Osbourne à Bon et Angus. Cela ne les empêche pas de faire un triomphe aux États-Unis notamment lors du concert de Kiss à New York. Angus chauffe la salle en première partie à tel point que l'ambiance est « ennuyeuse » durant le passage de Kiss.
AC/DC influence certains groupes de la New wave of British heavy metal qui émergent pendant la fin des années 1970, comme Saxon partie en réaction au déclin des groupes de heavy metal traditionnel du début des années 1970. En 1978 sort Powerage. L'album suit le modèle établi par Let There Be Rock, et marque les débuts du groupe avec le bassiste Cliff Williams et ses riffs hard. Cet album n'obtient cependant pas le succès commercial du précédent. Seule une chanson de cet album sort en single, Rock 'n' Roll Damnation, et se classe 24e dans les charts américains, la meilleure place atteinte par le groupe dans un classement américain à l'époque. Il s'agit d'ailleurs de « l'album préféré » de Keith Richards, le mythique guitariste des Rolling Stones qui ne manque pas d'en faire la promotion à maintes reprises, ce qui permet au groupe de se populariser davantage auprès des fans de rock,. Cet album est, durant les années 2000, considéré par une partie des fans comme l'album le plus sous-estimé du groupe.
Le concert du groupe à l'Apollo Théâtre de Glasgow, en Écosse, pendant la tournée Powerage, est enregistré et sort la même année en tant qu'album live intitulé If You Want Blood You've Got It. Il s'agit de la dernière production de Harry Vanda et George Young aux côtés de Bon Scott. Les producteurs, Vanda et Young, sont écartés au profit d'Eddie Kramer (des groupes Kiss et Led Zeppelin) pour l'enregistrement d'Highway to Hell. Le groupe se trouve insatisfait de ce dernier producteur, et demande à Robert Lange de le remplacer. Robert Lange donne à AC/DC un son plus rempli tout en gardant le tranchant qui a fait son succès. L'album, sorti en juillet 1979, connaît un véritable succès dans le monde, et fait d'AC/DC un groupe incontournable du hard rock ; l'album atteint la 17e place des classements américains, et est le premier album d'AC/DC à entrer dans le top 100 du pays.

#### Mort de Bon Scott

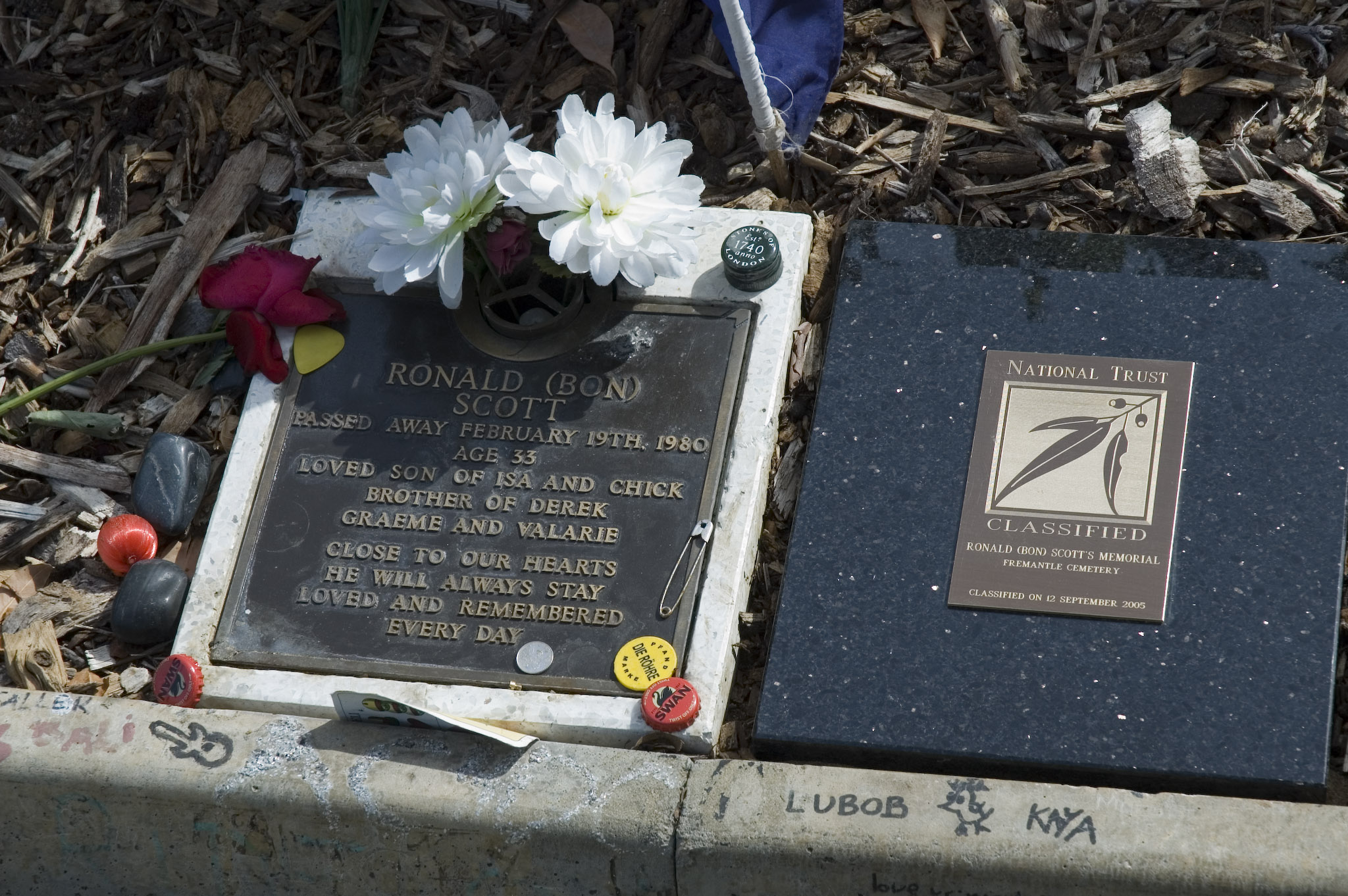
Tombe de Bon Scott au cimetière de Fremantle.

Au début de l'année 1980, le groupe commence à travailler sur son prochain album. Le 19 février 1980, Bon Scott, après une soirée fort arrosée à Londres, au Royaume-Uni, se fait raccompagner par un ami, Alistair Kinnear. Bon Scott, endormi dans une Renault 5, aurait été, d'après les déclarations de Kinnear à la police, absolument impossible à réveiller. Kinnear, plutôt que de ramener Bon chez lui, aurait alors décidé de l'emmener à son propre domicile, espérant qu'il se réveillerait durant le trajet. Le chanteur dormant toujours une fois arrivé, Kinnear l'aurait laissé dans la voiture fermée. Le lendemain matin, Kinnear serait descendu le chercher et trouvant le chanteur encore endormi, l'aurait emmené à l'hôpital où les médecins auraient constaté son décès. Son décès est dû à une asphyxie causée par ses propres vomissements,, et la cause officielle est classée comme « intoxication alcoolique » et « mort par accident ». Malgré les investigations, les enquêteurs n'ont jamais réellement trouvé la raison première ayant causé sa mort. Il peut s'agir d'une overdose de drogue, d'un coma éthylique, d'une hypothermie ou d'un étouffement par ses vomissements.
De nombreuses incohérences et ces circonstances douteuses feront douter certains fans, qui ont élaboré plusieurs théories dont une selon laquelle Kinnear n’existerait pas, mais serait le pseudonyme adopté par quelqu'un de l'entourage du chanteur qui ne voulait pas se faire connaître, et qui n'a d'ailleurs jamais été clairement identifié sous ce nom.

### Ère Brian Johnson (depuis 1980)

#### Renaissance

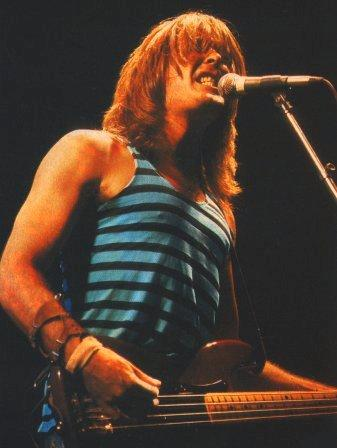
Cliff Williams pendant le For Those About to Rock Tour en 1981.

Tandis que le décès de Bon Scott aurait pu marquer le coup d'arrêt de la carrière d'AC/DC, le groupe décide de continuer. C'est le chanteur de Geordie, Brian Johnson, que Bon Scott a rencontré en 1971 lors d'une tournée commune entre Geordie et Fraternity au Royaume-Uni, et qu'il estimait être un très bon chanteur, qui va le remplacer. Le groupe lui propose de se présenter à une audition à Londres et le choisit tout de suite. En juillet 1980 sort Back in Black, moins blues que Highway to Hell, toujours produit par Robert Lange. Cet album débute par les sons de cloches de Hells Bells, un hommage à Bon Scott. Il y a dans l'album de grands succès, repris depuis dans toutes les apparitions scéniques du groupe, comme les chansons Hells Bells, Back in Black, You Shook Me All Night Long ou encore Shoot to Thrill.
En 2010, Back in Black reste le deuxième album le plus vendu au monde avec plus de 50 millions d'exemplaires vendus,,, juste derrière Thriller de Michael Jackson et devant The Dark Side of the Moon de Pink Floyd, troisième du classement. Même si l'album, composé et écrit en seulement trois semaines, est vivement critiqué par les fans de Bon Scott, il obtient d'excellentes critiques et se classe 73e au top - 500 des meilleurs albums de tous les temps du magazine Rolling Stone. Il est no 1 dans certains pays comme l'Australie, la France et le Royaume-Uni et no 4 aux États-Unis. AC/DC collectionne alors les prix, récompenses, titres honorifiques et premières places. Désormais, AC/DC donne des shows toujours plus spectaculaires avec une cloche en bronze de plus d'une tonne frappée d'un « AC/DC » et d'un « Hells Bells », en référence à la première piste de l'album. Même si l'album est un succès pour le groupe, Brian connaît des débuts plus difficiles avec les fans de la première heure, particulièrement en Australie, qui sont alors partagés quant à l'orientation choisie par le groupe : une partie des anciens fans considérant en effet qu'AC/DC aurait dû s'arrêter.
Le succès continue en 1981 avec la sortie de For Those About to Rock (We Salute You), toujours avec Robert Lange. L'album contient deux des singles du groupe s'étant les mieux vendus : Let's Get It Up et la chanson éponyme, For Those About to Rock (We Salute You), qui sont respectivement classés 13e et 15e au Royaume-Uni. L'album a un gros succès commercial et critique même s'il tient mal la comparaison face à son prédécesseur, Back in Black. For Those About to Rock We Salute You est le premier album du groupe à atteindre le no 1 aux États-Unis. La tournée Cannon and Bell en 1982 met en scène des canons de la guerre de Sécession. Brian commence à se faire aimer des fans qui n'avaient jusque-là pas accepté le nouveau chanteur du groupe. Avec cette tournée, il est désormais lié à AC/DC.

#### Départ de Phil Rudd et déclin commercial

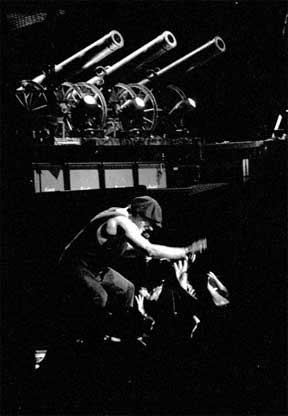
Brian Johnson lors d'un concert du groupe en 2000.

En 1983, AC/DC enregistre un album très binaire : Flick of the Switch, où le groupe s'auto-produit pour la première fois dans le but de retrouver la crudité et la simplicité de ses premiers albums. Pendant l'enregistrement, à la suite des rumeurs d'alcoolodépendance et de toxicomanie, l'amitié entre le batteur Phil Rudd et Malcolm Young se détériore et, après une longue période de tension entre les deux personnes, l'aversion entre eux devient si forte qu'ils finissent par se battre. Rudd quitte le groupe deux heures après le conflit, après avoir fini d'enregistrer toutes les parties de batterie. Le batteur BJ Wilson est alors appelé d'urgence pour aider à achever les enregistrements, mais officiellement, ses parties de batterie ne sont finalement pas utilisées. Le groupe engage le batteur Simon Wright durant l'été 1983 à la suite d'une audition anonyme. Ce batteur est présent sur la tournée et les clips de l'album. L'album sort en juillet 1983 et est un échec commercial comparé aux trois précédents (Highway to Hell, Back in Black et For Those About to Rock (We Salute You)). Il sonne encore plus heavy metal que le précédent, et obtient une critique moyenne. Il est tout de même bien classé, notamment au Royaume-Uni, où il se positionne à la 4e place et est certifié disque de platine aux États-Unis - ce qui représente un million d'exemplaires vendus pour ce seul pays - et les singles Nervous Shakedown et Flick of the Switch ont aussi du succès. La période (1983) n'est toutefois pas favorable à AC/DC, en raison des mutations de la scène métal à cette époque avec l'explosion de la NWOBHM en Europe, et l'arrivée du speed metal et du glam rock aux États-Unis qui captent toute l'attention du public.
En 1984, l'album '74 Jailbreak sort regroupant cinq chansons qui datent de 1974 et de 1976 chantées par Bon Scott et sorties auparavant uniquement en Australie : quatre viennent de la version australienne de High Voltage et une vient de la version australienne de Dirty Deeds Done Dirt Cheap. Grâce à cet album, le groupe maintient sa popularité en Australie, du fait que Bon Scott chante tous les morceaux car Brian Johnson est encore peu apprécié en Australie. En janvier 1985, AC/DC est à l'affiche de la première édition du festival Rock in Rio aux côtés de Van Halen et de Scorpions devant plus de 300 000 personnes. Fly on the Wall sort en juin 1985. Auto-produit lui aussi, cet album est un échec commercial et se vend moins que Flick of the Switch. Cet échec est dû au son de l'album qui ne plaît pas à la plupart des fans du moment. Le groupe se rend compte que l'auto-production (elle sera sa dernière) ne lui réussit pas. Le groupe tente de changer de son sur les guitares, mais impose également sur tout l'album un son plus distant et faible sur la voix de Brian Johnson.
En 1986, Stephen King propose à AC/DC de faire la bande originale de son film Maximum Overdrive. Il en découle l'album Who Made Who, une semi-compilation, ce que le groupe avait jusque-là toujours refusé de faire. Cet album est produit par Harry Vanda et George Young qui n'avaient pas produit d'album pour le groupe depuis 1978. Il est composé de trois titres inédits, Who Made Who et les morceaux instrumentaux D.T. et Chase the Ace, un remix de Shake Your Foundations et cinq titres déjà sortis auparavant : You Shook Me All Night Long, Sink the Pink, Ride On, Hells Bells, For Those About to Rock (We Salute You). En février 1988, AC/DC est intronisé à l'Australian Record Industry Association.

#### Retour du succès commercial
En 1988, AC/DC fait paraître Blow Up Your Video, enregistré en France et produit par Harry Vanda et George Young, qui entérine le retour au sommet d'AC/DC. Cet opus est moins heavy metal que les albums précédents. Avec des titres comme That's the Way I Wanna Rock 'n' Roll ou Heatseeker, le groupe fait un retour triomphal, notamment en France au Zénith de Paris, le 6 avril 1988. Au terme de la tournée européenne, Malcolm Young, épuisé par son addiction à l'alcool, cède temporairement sa place à son neveu Stevie qui le remplace sur les 110 dates de la tournée américaine. L'album suivant est très attendu des fans ainsi que par Simon Wright qui, s'impatientant de plus en plus, finit par accepter une proposition de Dio (ex membre de Black Sabbath). Wright quitte donc le groupe en 1989 et est rapidement remplacé par Chris Slade. Brian Johnson est indisponible pendant plusieurs mois pour finaliser son divorce.

#### Regain de popularité

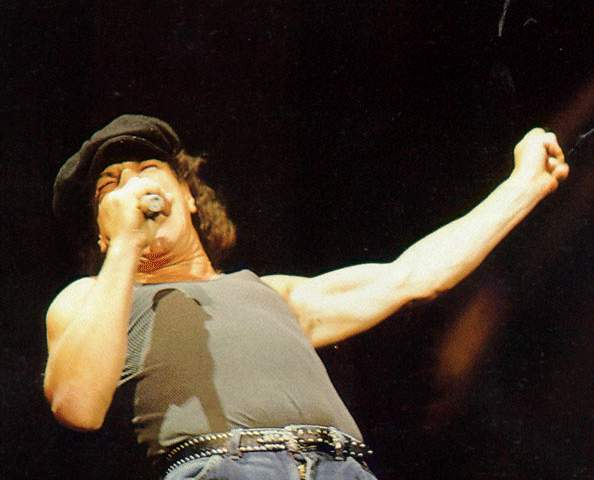
Brian Johnson lors d'un concert du groupe, à Bercy, en 1991.

En 1990, après le retour de Malcolm Young, AC/DC sort The Razors Edge, enregistré à Vancouver, au Canada, et produit par Bruce Fairbairn. C'est un grand retour commercial pour le groupe. Cet album inclut les singles à succès Thunderstruck et Are You Ready, qui se classèrent respectivement à la 5e et 16e place du Mainstream Rock Tracks du Billboard et Moneytalks, qui se classe à la 23e place du Billboard Hot 100. L'album est certifié cinq fois disque de platine aux États-Unis, et se classe à la deuxième place des classements musicaux américains. Pendant la tournée, le groupe enregistre son deuxième album en concert, intitulé simplement Live. Cet album, sorti en 1992, existe en version album simple et en double album. Live est produit par Fairbairn et est considéré par la critique comme l'un des meilleurs albums live des années 1990. Pendant cette tournée, en 1991, AC/DC participe au festival Monsters of Rock de Donington Park en tant que tête d'affiche. Ce concert sort sur cassette sous le titre Live at Donington en 1992 et est réédité en DVD en 2003.
Toujours en 1991, les promoteurs du festival Monsters of Rock profitent de l'effondrement de l'URSS pour organiser une édition moscovite. AC/DC y participe de nouveau en tête d'affiche et le concert a lieu sur Tushino Airfield, une base aérienne. Metallica et Pantera, deux groupes phares de la scène metal, y participent également. Ce festival est gratuit et enregistre entre 500 000 (chiffre donné par l'armée qui assurait la sécurité) et 1,5 million (chiffre donné par l'organisation) de spectateurs. Il s'agirait de l'un des plus grands concerts de tous les temps, si ce n'est le plus grand. Ce festival est d'ailleurs marqué par de nombreux heurts entre le public et les forces de sécurité russes, débordées. Une cassette intitulée For Those About to Rock - Monster in Moscow et contenant des extraits des prestations données par AC/DC, Metallica, Pantera et The Black Crowes le même jour sort en 1993 et est rééditée en DVD en 2006. En 1992, AC/DC enregistre la chanson Big Gun pour la bande son du film Last Action Hero avec Arnold Schwarzenegger. La chanson sort en single et se classe 1re dans les charts américains ; c'est le premier single du groupe à atteindre cette position. Pour le clip, Schwarzenegger fait une apparition pour laquelle il porte le même costume qu'Angus Young.

#### Reconnaissance

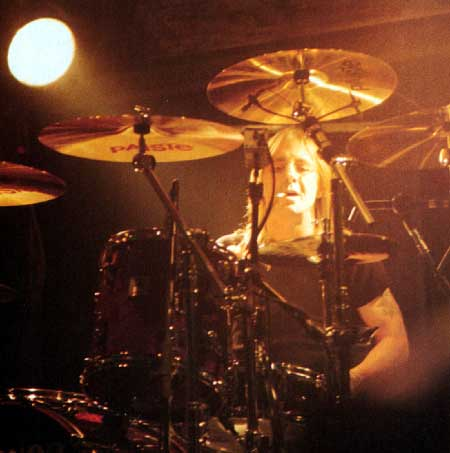
Phil Rudd joue au KeyArena de Seattle pendant le Ballbreaker World Tour de 1996.

En 1994, Angus et Malcolm invitent Phil Rudd à plusieurs sessions de jam. Il est finalement réembauché et remplace Chris Slade, poussé dehors par la volonté ferme du reste du groupe de travailler de nouveau avec Rudd. Angus déclare : « Nous avons détesté perdre Chris, mais ne pas pouvoir reprendre Phil était pour nous pire encore ». L'année suivante, avec la même formation que celle de 1980-83, le groupe réalise Ballbreaker, enregistré aux studios Ocean Way à Los Angeles, et produit par Rick Rubin. Le groupe retrouve son côté hard blues rock, ce qui est un renouveau depuis Highway to Hell. On y retrouve un blues rock survolté, un peu comme aux débuts du groupe. Le premier single extrait de l'album est Hard as a Rock. Deux autres singles sont édités par la suite, Hail Caesar et Cover You in Oil.
Le groupe s'engage ensuite dans la tournée Ballbreaker Tour. No Bull, concert enregistré à Madrid, sort en VHS en 1996 et en DVD en 2000, puis sera réédité sous le nom No Bull, The Director's Cut, en DVD et en Blu-ray, en 2008. En 1997, un coffret nommé Bonfire est réalisé en hommage à Bon Scott. Il contient quatre disques, plus Back in Black en 5e, dans la version américaine du coffret. Les quatre CD se composent de Volts, disque contenant essentiellement des raretés, de Let There Be Rock: The Movie sur deux disques et de Live from the Atlantic Studios. Ce dernier album a été enregistré en direct le 7 décembre 1977 aux studios Atlantic de New York. Let There Be Rock: The Movie est la bande son de la VHS Let There Be Rock, un film du concert de 1979 au Pavillon de Paris.

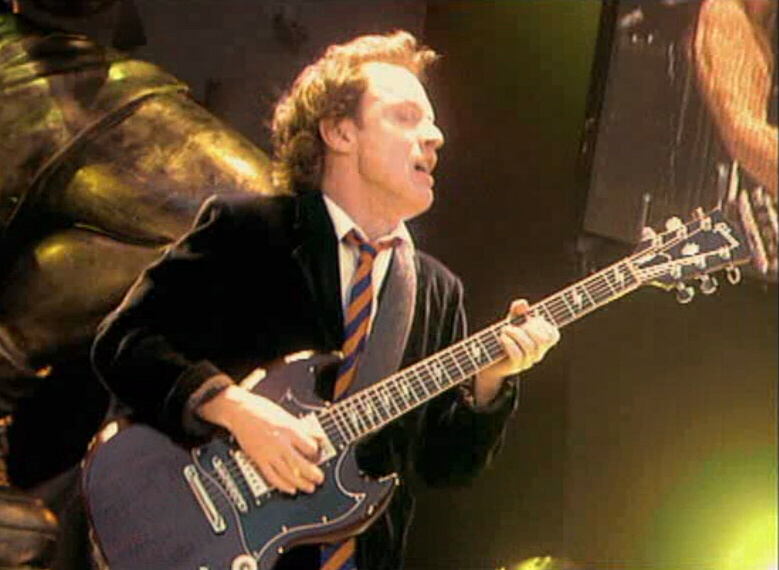
Angus Young, au Stade olympique de Munich le 14 juin 2001.

En 2000, sort Stiff Upper Lip, produit par George Young. Cet album, encore plus blues que le précédent, évoque Highway to Hell pour de nombreux fans. L'album rencontre un gros succès en Europe, où il est mieux reçu par les critiques que Ballbreaker, bien qu'il soit considéré comme peu original,. La version australienne inclut un disque bonus qui contient les trois clips de l'album et des performances live du groupe, enregistrées à Madrid en 1996. Stiff Upper Lip atteint la première place dans cinq pays, dont l'Argentine et l'Allemagne ; la deuxième dans trois pays : Espagne, France et Suisse ; la troisième en Australie ; la cinquième au Canada et Portugal ; enfin, la septième en Norvège, en Hongrie et aux États-Unis. Le premier single qui en est extrait, Stiff Upper Lip, reste à la première place du US Mainstream Rock charts pendant quatre semaines. Les autres singles connaissent également un bon succès : Satellite Blues et Safe in New York City atteignent les 7e et 21e places du Billboard's Mainstream Rock Tracks, respectivement.
Le 22 mars 2000, une rue de Leganés - ville de la communauté urbaine de Madrid, en Espagne - est nommée « Calle de AC/DC » (rue AC/DC),. En 2002, AC/DC signe un contrat à long terme avec Sony, pour remasteriser ses albums. En 2003, exceptés Ballbreaker, Stiff Upper Lip et les albums uniquement sortis en Australie, tous les albums d'AC/DC sont remasterisés, y compris le coffret Bonfire. Ballbreaker est remasterisé en octobre 2005 et Stiff Upper Lip en avril 2007. Chaque réédition est présentée dans un bel emballage carton et contient un livret composé de photographies rares, de souvenirs et de notes diverses. Le 10 mars 2003, AC/DC entre au Rock and Roll Hall of Fame. Lors de la cérémonie, le présentateur du groupe est Steven Tyler, le chanteur d'Aerosmith, puis AC/DC joue Highway to Hell et You Shook Me All Night Long : ce dernier morceau est interprété avec Steven Tyler. Brian Johnson cite une partie des paroles de la chanson Let There Be Rock pendant le discours d'intronisation. AC/DC se produit ensuite dans quatre petites salles : le 11 mars 2003, au Roseland Ballroom de New York ; le 9 juin 2003, au ColumbiaHalle à Berlin ; le 17 juin 2003, au Circus Krone de Munich et le 21 octobre 2003, au Carling Apollo Hammersmith de Londres, où le groupe adopte une setlist originale, avec des titres jamais joués avec Brian Johnson auparavant : What's Next to the Moon (1978), Rock 'n' Roll Damnation (1978), et If You Want Blood (You've Got It) (1979). En mai 2003, Malcolm Young accepte le prix Ted Albert pour « grand service rendu à la musique australienne ».

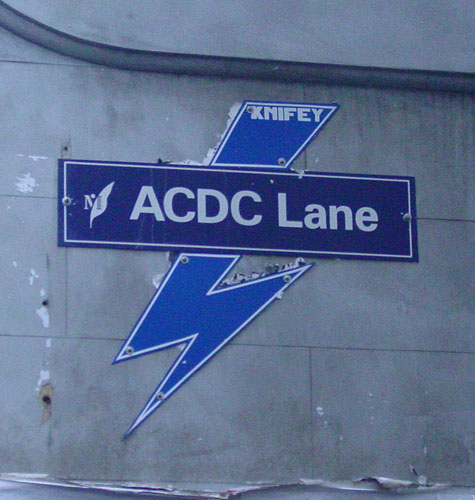
Rue AC/DC, à Melbourne, Australie.

Après que Malcolm et Angus ont été invités sur la scène des Rolling Stones, le 18 février 2003 à Sydney, pour jouer Rock Me Baby, un classique du blues, AC/DC assure la première partie du groupe à quatre reprises en 2003, lors de trois dates allemandes à Oberhausen, Leipzig et Hockenheim et le 30 juillet 2003 à Toronto au Canada. Ce dernier concert, qui se tient devant un auditoire d'un demi-million de personnes, est destiné à aider la ville à surmonter la publicité négative découlant des effets d'une épidémie de SRAS en 2003. Le concert détient le record du plus grand événement musical d'Amérique du Nord. À chaque fois, Angus Young et Malcolm Young remontent sur scène, pendant la prestation des Rolling Stones sur Rock Me Baby et, pour une fois, Angus Young utilise une guitare Es-335 et non pas sa mythique SG Standard. Sans assurer la première partie, ils font une dernière apparition avec les Rolling Stones, le 20 septembre 2003, lors d'un concert au Stade de Twickenham à Londres. Le 1er octobre 2004, la ville australienne de Melbourne renomme une de ses rues, « Corporation Lane », en « ACDC Lane », en l'honneur du groupe. Cependant, la municipalité interdisant l'utilisation de la barre oblique dans les noms de rues, les quatre lettres se retrouvent accolées. Cette ACDC Lane est située près de la rue Swanston, là où, à l'arrière d'un camion, le groupe a enregistré le clip de la chanson It's a Long Way to the Top (If You Wanna Rock 'n' Roll) en 1975.
Sans avoir réalisé d'album depuis 2000 - ni de concerts depuis 2003 - AC/DC se voit classé 2e artiste australien ayant gagné le plus d'argent en 2005 et 6e en 2006. Le 16 octobre 2007, Columbia Records réalise un double DVD (triple dans sa version collector) nommé Plug Me In. Le film est composé de cinq heures de vidéos rares du groupe (sept dans sa version collector). Comme Family Jewels, le premier disque contient des spectacles du groupe filmés durant la période Bon Scott, et le deuxième concerne la période Brian Johnson. La version collector contient un 3e DVD de 21 performances live rares, avec les deux chanteurs, ainsi que des interviews. AC/DC vend plus de 1,3 million d'albums aux États-Unis en 2007, bien que n'ayant pas sorti de nouvel album depuis 2000. La même année, la RIAA certifie Back in Black double disque de diamant aux États-Unis, ce qui en fait le 5e album le plus vendu aux États-Unis.
La musique d'AC/DC fait sa première apparition, dans les jeux vidéo, avec Rock Band 2, dans lequel figure la chanson Let There Be Rock, incluse en tant que chanson jouable. Wal-Mart sort ensuite un jeu entièrement consacré à AC/DC, dans la série vidéo Rock Band, AC/DC Live: Rock Band Track Pack. Les chansons jouables sont celles du DVD du groupe  Live at Donington. No Bull: The Directors Cut, une nouvelle édition de No Bull, film contenant le concert du groupe au Plaza De Toros de Las Ventas de Madrid en juillet 1996, sort en Blu-Ray et en DVD le 9 septembre 2008.

#### Black Ice
Black Ice, produit par Brendan O'Brien et enregistré aux même studios que Stiff Upper Lip (The Warehouse Studio de Vancouver, au Canada), sort le 20 octobre 2008. L'album se classe 1er dans les classements musicaux de 29 pays, notamment les États-Unis, le Canada, la France, l'Allemagne, l'Australie et le Royaume-Uni. Cet album est le deuxième plus vendu en 2008, derrière Viva la Vida or Death and All His Friends de Coldplay. En décembre 2009, les ventes de l'album dépassent les 6,2 millions d'exemplaires dans le monde.

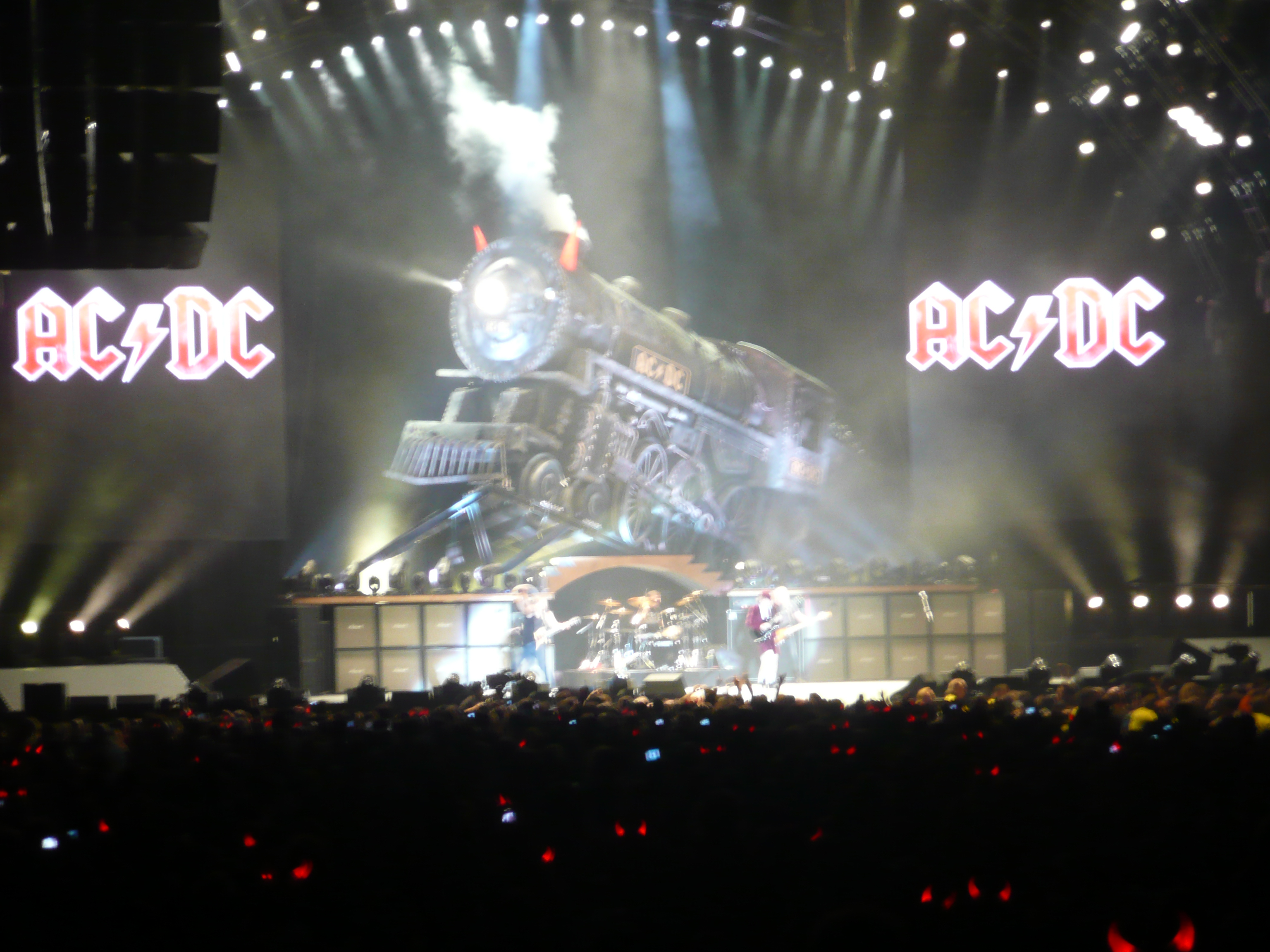
AC/DC joue au centre Roger à Toronto, au Canada le 7 novembre 2008

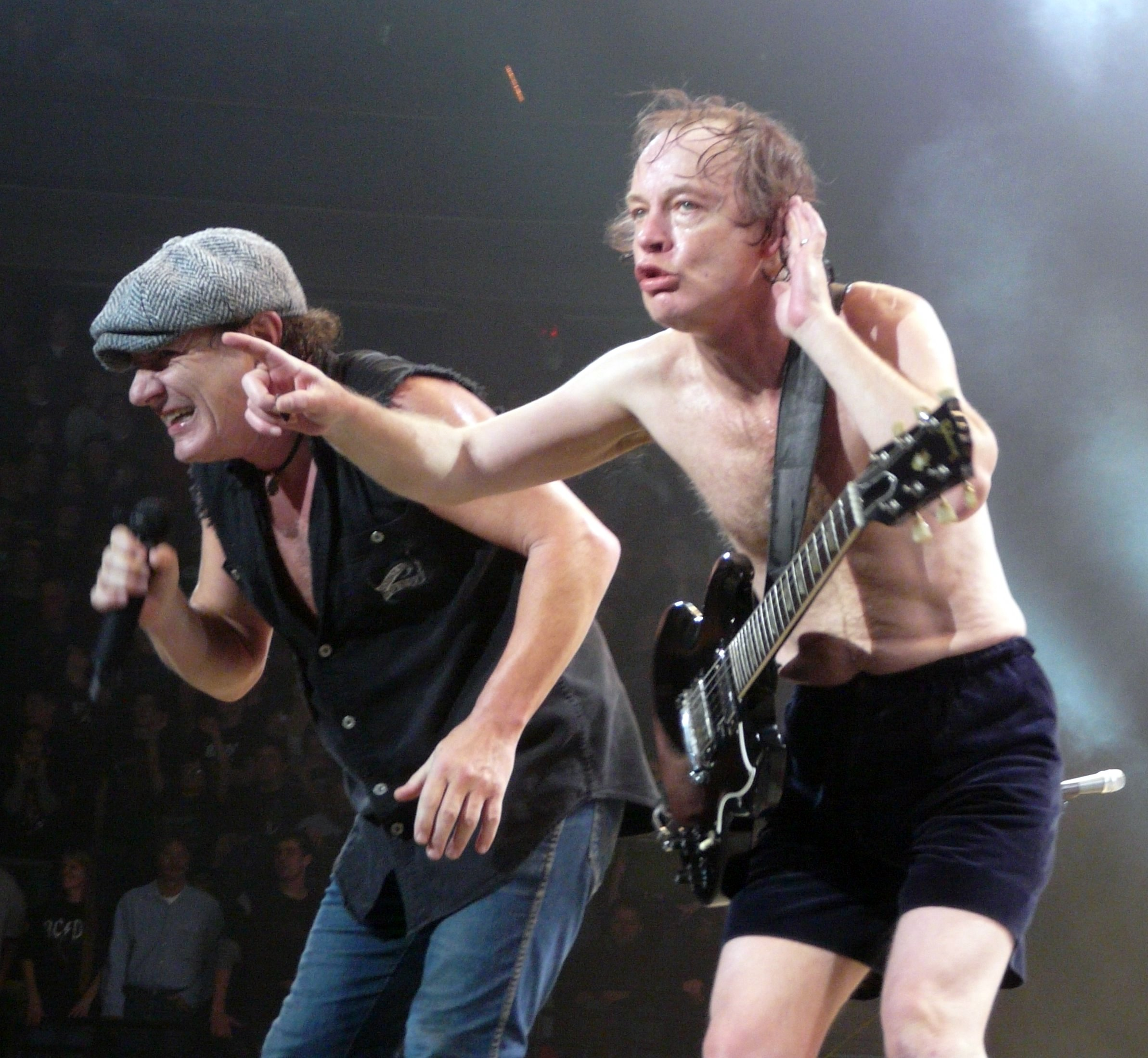
Brian Johnson et Angus Young le 23 novembre 2008 à Saint Paul (MN)

L'album est disponible avec trois visuels différents pour la version normale et un quatrième pour l'édition « deluxe » (cette édition contient un livret de trente pages) ; seul le visuel rouge est trouvable dans tous les magasins traditionnels. Le premier single tiré de cet album, Rock 'N Roll Train, est réalisé près de deux mois avant l'album, le 28 août. AC/DC enregistre le clip de la chanson le 15 août à Londres. La tournée Black Ice World Tour commence le 28 octobre à Wilkes-Barre, États-Unis. Le groupe passe en France, le 25 février 2009 et le 27 février 2009 au Palais omnisports de Paris-Bercy. Les images du concert du 27 février servent au clip du titre Anything Goes. Le groupe revient en France lors de sa tournée en plein-air le 9 juin 2009 au Stade Vélodrome de Marseille, le 12 juin 2009 au Stade de France à Paris, le 15 juin 2010 à Nice et le 18 juin 2010 à Paris. La tournée se termine le 28 juin 2010 avec le concert à Bilbao (Espagne). En septembre 2009, le syndrome de Barrett est diagnostiqué chez Brian Johnson. Cela a entraîné pour AC/DC l'annulation de plusieurs spectacles sur leur tournée.
Le titre Spoiling for a Fight est le thème officiel des Survivor Series de la WWE en 2008. AC/DC permet également à la WWE d'utiliser deux de leurs chansons comme thèmes officiels du WrestleMania XXV, qui se déroule le 9 avril 2009 : Shoot to Thrill et War Machine. Le 9 novembre 2009, Sony sort le coffret Backtracks. Ce coffret contient deux CD de raretés en concert et en studio, déjà sorties sur support officiel sur single ou album en version australienne et un DVD intitulé Family Jewels 3. Une version « deluxe » est quant à elle disponible depuis le 15 octobre 2009 sur le site officiel du groupe. Elle contient trois CD et deux DVD. Toujours en 2009, la Recording Industry Association of America passe l'estimation du nombre d'albums du groupe vendus aux États-Unis de 69 millions à 71 millions, ce qui fait d'AC/DC le 5e groupe ayant vendu le plus d'albums aux États-Unis et le 9e en comptant les artistes solistes.

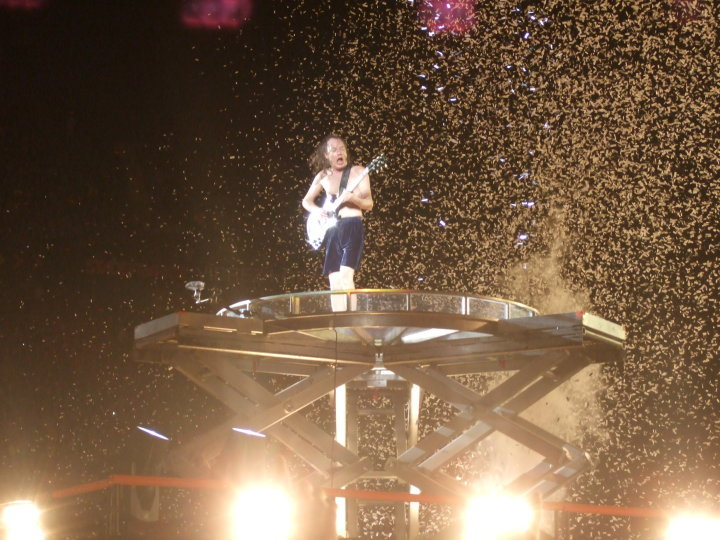
Angus Young en juin 2010 au Stade de France.

En 2010, AC/DC reçoit le Grammy Award de la meilleure performance hard rock de l'année pour la chanson War Machine de l'album Black Ice. En avril 2010 sort la bande son du film Iron Man 2, intitulée AC/DC: Iron Man 2 et composée de quinze anciennes chansons d'AC/DC. Cette compilation sort dans plusieurs versions. Brian Johnson déclare dans une interview pour le magazine Rock Hard de juin 2010 qu'un prochain album est prévu. En novembre 2010, AC/DC est nommé « groupe de l'année » durant la cérémonie des Britain's Classic Rock Awards. Brian Johnson, via un message vidéo, remercie les votants, soulignant au passage que le groupe s'accordait une pause bien méritée.
Le 9 mai 2011 sort le DVD Live at River Plate, enregistré en décembre 2009. Il témoigne du retour triomphal du groupe à Buenos Aires, où près de 200 000 fans l'accueillent sur trois soirs après 13 ans d'absence des terres argentines. Réalisé par David Mallet et produit par Rocky Oldham, Live at River Plate est filmé avec 32 caméras haute définition, et totalise 19 morceaux, ainsi que des images behind the scenes. Il sortira en format DVD et Blu-Ray et en édition limitée comprenant un t-shirt exclusif. Enfin, le DVD comprendra un bonus intitulé The Fan, The Roadie, The Guitar Tech & The Meat, qui compile des interventions du groupe, du crew et des fans. Le Black Ice World Tour emmène AC/DC sur la route pendant 20 mois, et cumule cinq millions de spectateurs sur 108 villes et 28 pays, ce qui vaut au groupe de recevoir le Pollstar Award for Major Tour of the Year en 2010.

#### Rock or Bust, passage d'Axl Rose et pause
Au début de 2012, le chanteur Brian Johnson déclare que le groupe allait entrer, si tout va pour le mieux, en studio dès l'été. Il informe également les fans qu'un des membres était en convalescence. De nouveau, le 14 février 2014, Brian Johnson annonce pendant une interview téléphonique pour une radio de West Palm Beach que le groupe pourrait entrer en studio à Vancouver, au Canada, au mois de mai 2014. Il ajoute également qu'une tournée de 40 dates est planifiée pour fêter les 40 ans du groupe. Il confirme au passage qu'un des membres du groupe a été malade, de ce fait le groupe n'a pas planifié quoi que ce soit depuis début 2012. Le 16 avril 2014, à la suite d'informations contradictoires se répandant sur Internet concernant l'état de santé de Malcolm Young et une supposée maladie le touchant, un communiqué officiel est mis en ligne sur Facebook et sur le site officiel du groupe, informant qu'« après quarante ans de vie dédiée à AC/DC, le guitariste et fondateur du groupe Malcolm Young a décidé de faire une pause au regard de ses soucis de santé. Malcolm souhaite remercier les légions de fans inconditionnels à travers le monde pour leur amour et soutien indéfectibles. À la lumière de cette nouvelle, AC/DC demande que la vie privée de Malcolm et de sa famille soit respectée pendant cette période. Le groupe continuera à faire de la musique ».
En juillet 2014, Brian Johnson annonce que l'enregistrement du nouvel album d'AC/DC est terminé. Rock or Bust est annoncé pour une sortie le 28 novembre 2014 en Australie, et le 2 décembre pour le reste du monde. En l'absence de son frère Malcolm (remplacé à la guitare rythmique par son propre neveu Stevie Young), Angus Young s'est chargé de l'écriture de toutes les musiques. Une nouvelle tournée, Rock or Bust World Tour, est également lancée en 2015. Le 29 août 2014, Phil Rudd sort un album solo Head Job. Il est le premier membre d'AC/DC à sortir un album solo. Le 24 septembre 2014, les médias australiens annoncent que Malcolm Young est hospitalisé dans une institution spécialisée de Sydney, Lulworth House, traitant des maladies neuro-dégénératives. Selon le quotidien The Australian, le guitariste a fait un accident cérébral en 2013, et souffre désormais de démence. Le 7 octobre 2014, le titre Play Ball du dernier album Rock or Bust du groupe, est mis en ligne. Le 16 novembre 2014, le titre Rock or Bust de l'album éponyme est mis en ligne. L'album sort le 28 novembre en Australie et le 2 décembre partout ailleurs. Il se hisse directement à la 1re place des charts en Allemagne, Australie, Autriche, Belgique, Canada, Suisse, Finlande, France, Norvège et Suède. Le 12 décembre 2014, le groupe présente les 22 premières dates de son Rock or Bust World Tour 2015 ; cette tournée débute le 5 mai 2015 à Arnhem aux Pays-Bas, pour ensuite passer par Nuremberg en Allemagne, en passant par le Stade de France les 23 mai et 26 mai 2015.
Le 6 janvier 2015, AC/DC annonce, par le site internet et la page Facebook officiels du groupe que celui-ci se produira au festival Coachella en Californie, les 10 et 17 avril 2015. Le 13 janvier, le site des Grammy Awards annonce qu'AC/DC jouera lors de la 57e cérémonie le 8 février. Cependant, le doute reste entier quant au batteur, Phil Rudd étant immobilisé en Nouvelle-Zélande en raison de ses problèmes avec la justice. Ce n'est que lors de la cérémonie, le 8 février qu'AC/DC dévoile le remplaçant du batteur originel du groupe : Chris Slade, déjà batteur dans le groupe de 1989 à 1994. Lors de cette cérémonie, le groupe joue Rock or Bust, de l'album éponyme, ainsi que Highway to Hell. Le 10 avril 2015, AC/DC joue au festival Coachella (Californie). Lors de ce concert, en dehors des classiques du groupe, celui-ci joue Have a Drink on Me, morceau non joué depuis 1985. Une tournée mondiale s'ensuit en Europe, en Amérique du Nord et en Océanie durant l'ensemble de l'année 2015. Les 14 et 15 décembre 2015, le groupe annonce officiellement la suite du Rock or Bust World Tour, qui passe notamment par l'Europe et les États-Unis en 2016.

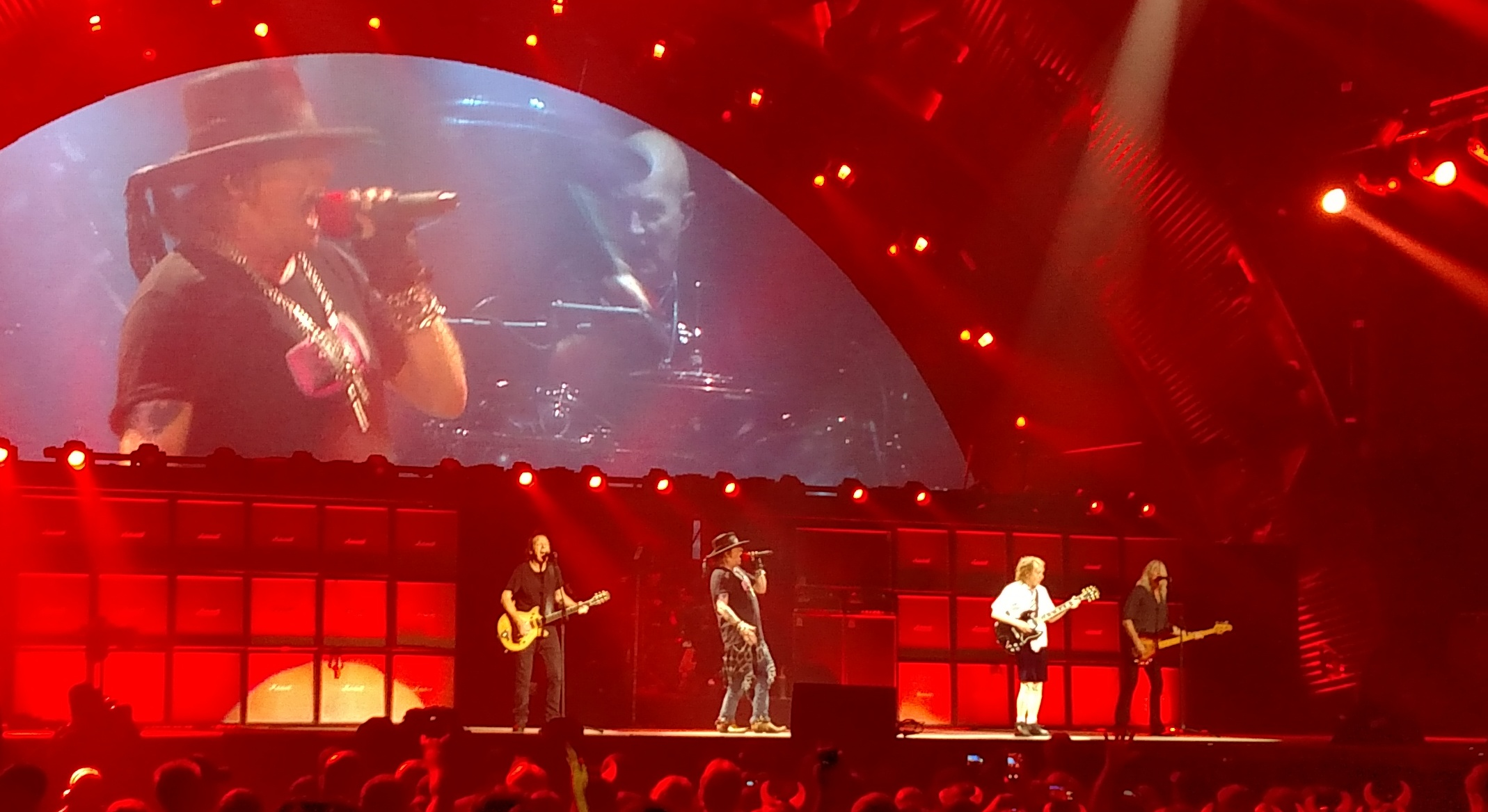
AC/DC avec Axl Rose au Verizon Center de Washington, D.C. le 17 septembre 2016 pendant la tournée Rock or Bust.

Le 8 mars 2016, le groupe alors en pleine tournée aux États-Unis annonce soudainement le report des dix dates restantes de la tournée américaine. En effet, Brian Johnson souffre alors d'importants problèmes d'audition, et il lui est conseillé par des médecins de cesser immédiatement les concerts, au risque de devenir complètement sourd. Les dix dates américaines sont reportées et les concerts en Europe se tiennent avec Axl Rose au chant. Cliff Williams annonce son départ du groupe au terme de la tournée, en septembre 2016. Depuis le 21 septembre 2016, le groupe semble en pause, Angus n'ayant donné aucune nouvelle pour la suite du groupe. Le 23 octobre 2017, les membres d'AC/DC annoncent le décès de George Young. Son frère Malcolm Young décède le 17 novembre 2017 à l'âge de 64 ans.

#### Power Up
En 2018, des rumeurs tournent sur la potentielle sortie d’un nouvel album. En août, Brian Johnson et Phil Rudd auraient été aperçus aux studios Warehouse, à Vancouver, le lieu où AC/DC a enregistré son dernier album. Stevie et Angus Young auraient été aperçus plus tard eux aussi à Vancouver.
Le 7 octobre 2020, AC/DC sort son nouveau single : Shot In The Dark, premier extrait de Power Up nouvel album sorti le 13 novembre 2020. Dédié à la mémoire de Malcolm Young, ce 17e album comporte douze titres signés par Malcolm lui-même, qui ont été écrits en 2008 lors de la préparation de l'album Black Ice.
AC/DC devient le seul groupe australien de l'histoire à avoir dominé les classements dans son pays pendant cinq décennies, avec successivement les albums Back in Black (années 1980), Live (années 1990), Black Ice (années 2000), Rock or Bust (années 2010) et Power Up (années 2020).
En octobre 2022, le gouvernement australien annonce l'édition de pièce de monnaies à l’effigie du groupe pour célébrer les 50 ans d’AC/DC.

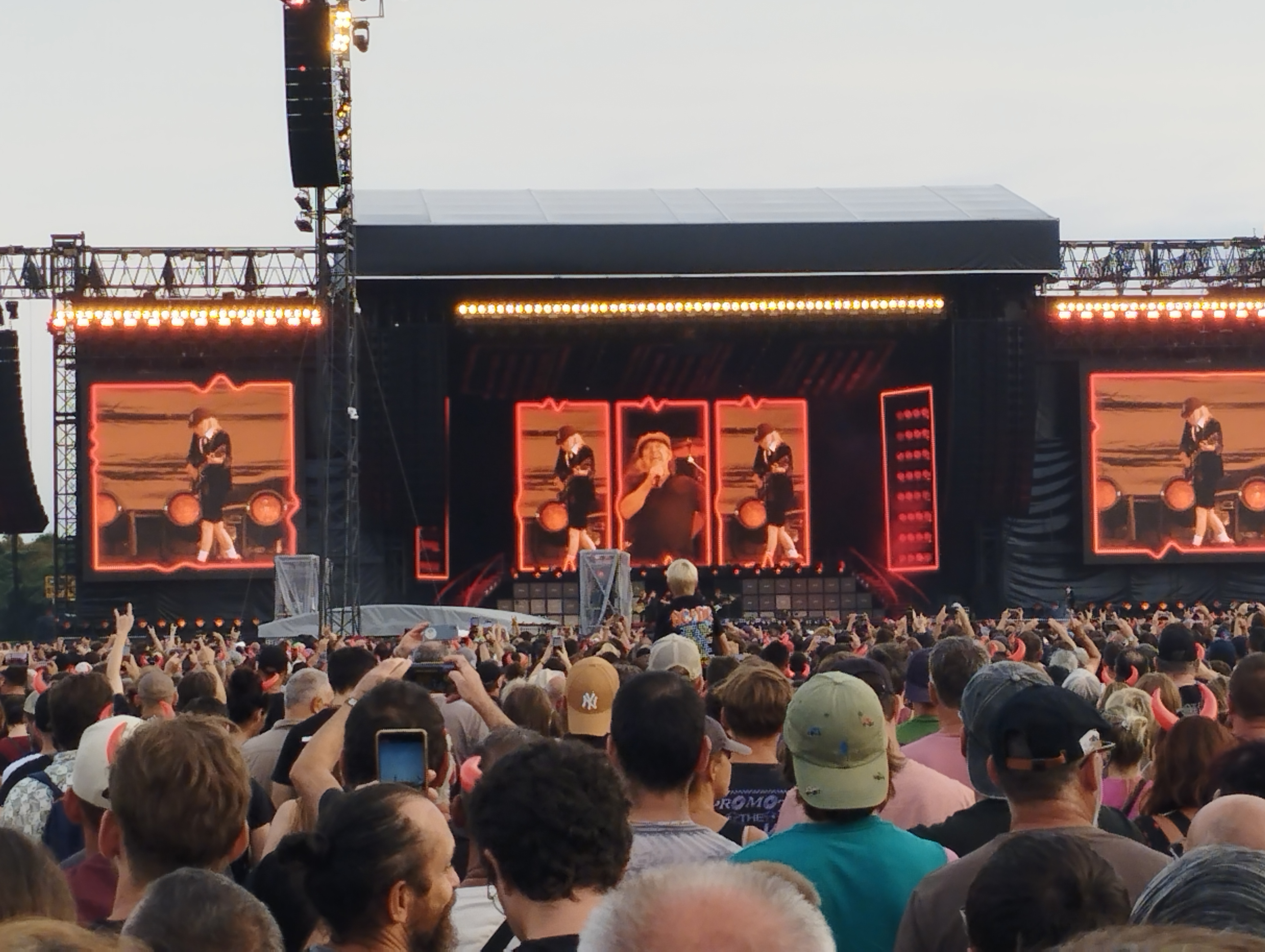
AC/DC en concert à l'Hippodrome de Longchamp, Paris le 16 août 2024.

#### Power Up Tour
Après l'apparition du groupe lors du festival Power Trip en octobre 2023 à l'Empire Polo Club à Indio, Californie, les fans spéculent sur l'éventualité d'une nouvelle tournée du groupe Australien, qui ne s'est pas produit depuis la tournée Rock or Bust en 2015. En effet après les évènements tragique d'après tournée de Rock Or Bust, les fans se demandent si le groupe sera capable de remonter sur scène, malgré la reprise des enregistrements en 2018 qui aboutiront à l'album Power Up deux ans plus tard.
Ce n'est qu'en mai 2024 que le groupe officialise sur Instagram les détails de la future tournée, qui aura lieu en Europe uniquement. Le Power Up Tour débute à Gelsenkirchen, en Allemagne, le 17 mai 2024. Le groupe annonce également que Chris Chaney succèdera à Cliff Williams en tant que bassiste au sein du groupe pour la tournée. Le groupe a notamment joué à l'Hippodrome de Longchamp, à Paris le 16 août 2024, et se produira le 9 et 13 août 2025 au Stade de France à Saint-Denis.

## Caractéristiques
Les compositions du groupe sont dans la plus pure lignée du blues et du rock 'n' roll : mesure binaire (très appuyée chez AC/DC), gamme pentatonique et solo de guitare. Les guitares saturées (le son Marshall), la voix grinçante et la hargne des morceaux rangent AC/DC dans la catégorie hard rock. La musique d'AC/DC est donc à cet égard empreinte de blues aussi bien dans les solos (Touch Too Much) que dans les riffs (The Jack, Stiff Upper Lip). La discographie d'AC/DC est aussi particulièrement homogène sur le plan du style. La musique du groupe évolue depuis sa formation, mais son orientation est restée la même.
Les frères Young utilisent principalement des amplificateurs Marshall JTM 45 en studio et des Marshall SLP 1959 100W en concert. Angus Young a toujours été fidèle à la Gibson SG, bien qu'il en utilise 25 modèles différents. Malcolm Young, quant à lui, a toujours utilisé la même Gretsch Jet Firebird avec le micro chevalet raccordé directement sur la sortie jack (volume et tonalité déconnectés).

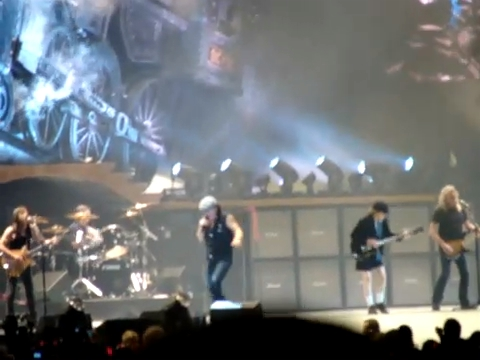
AC/DC pendant un concert au Tacoma Dome de Tacoma,(River Plate) en 2008.

Les chroniqueurs, les fans et les médias ont parfois qualifié la musique d'AC/DC de heavy metal mais cette classification est sujette à controverse et à malentendu. Pour certains auteurs, il s'agit de heavy metal, tandis que d'autres nient catégoriquement cette classification. Le DJ et chroniqueur Ian Christe (en), dans son livre Sound of the beast : l'histoire définitive du Heavy Metal, parle d'AC/DC comme d'un groupe de heavy metal et considère Back in Black comme faisant partie des cinq meilleurs albums de heavy metal au monde. Également, L'histoire illustrée du rock & roll par le magazine Rolling Stone classe AC/DC dans le heavy metal. En revanche, pour l'historien du rock Clinton Walker : « Dire d'AC/DC qu'ils étaient un groupe de heavy metal dans les années 1970 est aussi faux que de dire qu'ils le sont aujourd'hui. C'est un groupe de rock 'n' roll qui est juste assez heavy (terme utilisé pour décrire un genre musical agressif) pour le metal. » De son côté, L'encyclopédie de toutes les musiques de Paul Du Noyer, et celle de Metal de Garry Sharpe-Young stipulent qu'AC/DC ne joue pas du heavy metal mais du hard rock. Garry Sharpe-Young ajoute que le groupe lui-même rejette l'étiquette de heavy metal. Le musicologue américain Robert Walser cite également Angus Young à ce sujet : « Je déteste ce terme heavy metal. » L'écrivain spécialisé dans le rock Jérôme Alberola place également AC/DC dans le domaine du hard rock, en raison de son contexte originel (les années 1970) et de son style très influencé par le blues (contrairement au heavy metal qui s'en émancipe).
Cette apparente contradiction s'explique principalement par le fait que le terme heavy metal peut être employé dans plusieurs sens distincts qui peuvent entraîner un certain nombre de confusions chez les fans, voire chez les chroniqueurs. Comme l'explique le Dictionnaire du rock de A à L, le terme « heavy metal », dans son sens originel, peut être employé comme un synonyme de hard rock (c'est le sens dans lequel il est le plus souvent employé aux États-Unis par exemple), mais l'emploi du terme a évolué au cours des années 1980 et est aussi souvent employé pour se référer à un autre genre plus incisif qui s'est éloigné du hard rock à la fin des années 1970 (à savoir le heavy metal traditionnel) par une distanciation des racines blues, pour privilégier certaines harmonies plus froides de la modalité diatonique. Or la musique d'AC/DC au contraire reste proche de la structure commune au blues et au rock 'n' roll.
Parmi les groupes clairement influencés par AC/DC, on trouve Def Leppard, Guns N' Roses, Megadeth, Mötley Crüe, Rose Tattoo, Accept, Helix, D.A.D., Cinderella, Britny Fox, The Cult, Quiet Riot, Fastway, Poison, Twisted Sister, Nazareth, Trust et plus récemment Jet, The Darkness, Danko Jones, Koritni. D'autres groupes sont même considérés par certains comme des copies d'AC/DC par exemple Krokus, Rhino Bucket, (qui comporte Simon Wright, un ancien batteur d'AC/DC) et Airbourne. Il existe également de nombreux « groupes hommages » à AC/DC comme Hayseed Dixie ou AB/CD.

## Identité visuelle
Le groupe a connu plusieurs emblèmes au cours de son histoire.

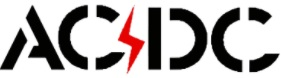
Logo de 1974 à 1976
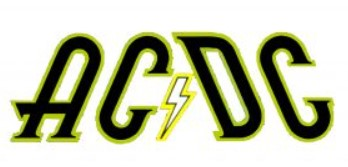
Logo en 1976
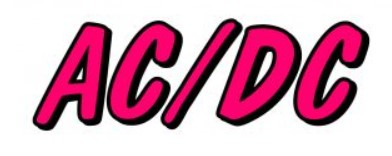
Logo de 1976 à 1977
Logo depuis 1977

## Membres

### Membre actuels
- Brian Johnson : chant (1980-2016, depuis 2018)
- Angus Young : guitare solo (depuis 1973)
- Stevie Young : guitare rythmique, chœurs (1988, depuis 2014)
- Chris Chaney : basse (depuis 2024)
- Matt Laug : batterie (depuis 2023)

### Anciens membres
- Dave Evans : chant (1973-1974)
- Bon Scott : chant (1974-1980)
- Malcolm Young (†) : guitare rythmiques, chœurs (1973-1988, 1988-2014), mort le 18 novembre 2017
- Larry Van Kried : basse (1973-1974)
- Neil Smith : basse (1974)
- Rob Bailey : basse (1974-1975)
- Mark Evans : basse (1975-1977)
- Cliff Williams : basse, chœurs (1977-2016, 2018-2024)
- Colins Burgess : batterie (1973-1974)
- Noel Taylor : batterie (1974)
- Peter Clark : batterie (1974-1975)
- John Proud : batterie (1974)
- Tony Currenti : batterie (1974)
- Phil Rudd : batterie (1975-1983, 1994-2014)
- B. J. Wilson : batterie (1983)
- Simon Wright : batterie (1983-1989)
- Chris Slade : batterie (1989-1994, 2015-2018)

## Discographie
Albums Studio
- 1975 : High Voltage (Australie uniquement)
- 1975 : T.N.T. (Australie uniquement)
- 1976 : High Voltage (version internationale)
- 1976 : Dirty Deeds Done Dirt Cheap
- 1977 : Let There Be Rock
- 1978 : Powerage
- 1979 : Highway to Hell
- 1980 : Back in Black
- 1981 : For Those About to Rock We Salute You
- 1983 : Flick of the Switch
- 1985 : Fly on the Wall
- 1988 : Blow Up Your Video
- 1990 : The Razors Edge
- 1995 : Ballbreaker
- 2000 : Stiff Upper Lip
- 2008 : Black Ice
- 2014 : Rock or Bust
- 2020 : Power Up

## Tournées
| Date      | Tour                                                           |
| --------- | -------------------------------------------------------------- |
| 1973–1975 | Australian Clubs Tour                                          |
| 1975      | High Voltage Australian Clubs Tour                             |
| 1975–1976 | TNT/Lock Up Your Daughters Summer Vacation Tour                |
| 1976      | Lock Up Your Daughters                                         |
| 1976–1977 | Dirty Deeds Done Dirt Cheap/A Giant Dose Of Rock 'n' Roll Tour |
| 1977      | Let There Be Rock Tour                                         |
| 1978      | Powerage Tour                                                  |
| 1978–1979 | If You Want Blood Tour                                         |
| 1979–1980 | Highway to Hell Tour                                           |
| 1980–1981 | Back in Black Tour                                             |
| 1981–1982 | For Those About to Rock Tour                                   |
| 1983–1984 | Flick of the Switch Tour/Monsters of Rock Tour                 |
| 1985–1986 | Fly on the Wall Tour                                           |
| 1986      | Who Made Who Tour                                              |
| 1988      | Blow Up Your Video World Tour                                  |
| 1990–1991 | The Razors Edge World Tour                                     |
| 1996      | Ballbreaker World Tour                                         |
| 2000–2001 | Stiff Upper Lip World Tour                                     |
| 2003      | Club Dates/Rolling Stones Tour                                 |
| 2008–2010 | Black Ice World Tour                                           |
| 2015–2016 | Rock or Bust World Tour                                        |
| 2024–2025 | Power Up Tour                                                  |

## Groupe hommage
Il existe de nombreux groupes hommage à AC/DC. En France, le plus célèbre est AC/DÇU, groupe auvergnat, reprenant de manière désopilante les grands classiques du groupe.

#### Anglophone
- (en) Richard Bunton, AC/DC : Hell Ain't No Bad Place to Be, Londres, Omnibus Books, 1983 (ISBN 978-0-7119-0082-0, LCCN 89217212)
- (en) Malcolm Dome, AC/DC, Londres, Royaume-Uni, Proteus Books, 1982, poche (ISBN 978-0-86276-011-3)
- (en) Murray Engleheart, AC/DC : Maximum Rock & Roll, Pymble, Harper Collins, 2006, 488 p. (ISBN 978-0-7322-8964-5)
- (en) Tim Holmes, AC/DC (Monsters of Metal), New York, États-Unis, Ballantine, 1986, 1re éd., poche (ISBN 978-0-345-33239-4, LCCN 86091092)
- (en) Martin Huxley, AC/DC : The World's Heaviest Rock, Lightning Source Inc., 1996, 224 p. (ISBN 978-0-312-30220-7)
- (en) Paul Stenning, AC/DC : Two Sides to Every Glory, Chrome Dreams, 2005 (ISBN 1-84240-308-7)

#### Francophone
- Thierry Chatain, AC/DC, Paris, Albin Michel, coll. « Rock & Folk », 1982, 1996 (réédition), Première éd., 150 p. (ISBN 978-2-226-08650-1 et 2-226-08650-1)
- Pierre-Jean Crittin et Franck Fatalot, AC/DC : la légende, Lausanne, Consart, coll. « Vibrations », 2010, 100 p. (ISBN 978-2-9700669-5-8)
- Jerry Ewing (trad. Alain Mervoyer), AC/DC, Fetjaine, 2013, 64 p. (ISBN 978-2-35425-503-9)
- Hervé Guilleminot, AC/DC de A à Z, Paris, L'express Éditions, coll. « Guides Music Book », 2003, 117 p. (ISBN 2-84343-179-4)
- Martin Huxley (trad. de l'anglais par Alain Manet), AC/DC : l'autoroute de l'enfer, Nancy, Camion Blanc, 1997, 191 p. (ISBN 2-910196-16-X)
- Philippe Lageat, Baptiste Brelet et Vanessa Girth (direction artistique), AC/DC : tours de France 1976-2014, Parmain, Point barre, 2014, 712 p. (ISBN 978-2-7466-7071-6)
- Susan Masino (trad. de l'anglais par David Perez), AC/DC : Let There Be Rock, Rosières-en-Haye, Camion Blanc, 18 novembre 2010, 427 p. (ISBN 978-2-35779-092-6)
- Phil Sutcliffe (trad. Christophe Rosson), AC/DC : High voltage rock'n'roll : l'ultime biographie illustrée, EPA, 2011, 223 p. (ISBN 978-2-35425-503-9)
- Richard Thomas, AC/DC, Paris, Prélude & Fugue, coll. « Music Book », 1998, 127 p. (ISBN 2-84343-017-8)
- Enrique Tomás (trad. de l'espagnol par François Rodriguez), AC/DC, Valencia/Chartres, La Mascara, coll. « Images du rock N°24 », 1996, 72 p. (ISBN 84-7974-532-0)
- Clinton Walker (trad. de l'anglais par Yves Balendret), Bon Scott : Highway To Hell : la vie et la mort de la légende d'AC/DC, Rosières-en-Haye, Camion Blanc, 2009, 524 p. (ISBN 978-2-35779-023-0)